# سیارک ۷۷۴۹
سیارک ۷۷۴۹ (به انگلیسی: 7749 Jackschmitt، نامگذاری:1988JP) هفت هزار و هفتصد و چهل و نهمین سیارک کشف شده‌است که در ۱۲ مه ۱۹۸۸ کشف شد.
قدر مطلق سیارک برابر ۱۲٫۹۰ است.